# Tricyphona (Tricyphona) bicollis
Tricyphona (Tricyphona) bicollis is een tweevleugelige uit de familie Pediciidae. De soort komt voor in het Oriëntaals gebied.